# Dancing, Salón de baile
Dancing, Salón de baile es una película musical mexicana de 1952 escrita y dirigida por Miguel Morayta Martínez y protagonizada por Meche Barba y Fernando Fernández.

## Argumento
El comandante de policía Eduardo Ancira (Fernando Fernández), persigue a unos maleantes que han asaltado una fábrica. Los maleantes trabajan para un gánster, Raul "El Libre" (Manolo Fábregas), que tiene como base de operaciones el famoso salón de baile Mambo Dancing. Mientras investiga, Eduardo se enamora de Elvia, la bailarina del cabaret, quién también es deseada por "El Libre".

## Reparto
- Meche Barba ... Elvia
- Fernando Fernández. Eduardo Ancira
- Manolo Fábregas ... Raúl "El Libre"
- Bárbara Gil ... Gloria
- Tana Lynn ... Almira
- Roberto Cobo ... Panchito
- José G. Cruz ... Licenciado
- Ángel Infante ... Detective
- Tony Carbajal ... Cómplice de Panchito
- Eulalio González "Piporro" ... Anunciador
- Gonzalo Curiel ... (Intervención musical)
- Dámaso Pérez Prado ... Intervención musical

## Comentarios
Desde el mismo título de la cinta, se sintetiza el escenario en el cual Meche Barba se movía con soltura en este filme que adaptaba una de las historietas gráficas de José G. Cruz (que aparece en el filme). Aquí, en medio de un atractivo duelo musical entre Dámaso Pérez Prado y Gonzalo Curiel, Meche luce sus mejores pasos de baile.